# Hiroshige III
Pour les articles homonymes, voir Utagawa.
Utagawa Hiroshige III est un nom japonais traditionnel ; le nom de famille (ou le nom d'école), Utagawa, précède donc le prénom (ou le nom d'artiste).
Utagawa Hiroshige III (三代目 歌川 広重) est un peintre japonais du XIXe siècle. Né en 1842, mort relativement jeune en 1894, ses origines ne sont pas connues et un lien de parenté avec Hiroshige Andō et Hiroshige II est totalement improbable. Il ne fait pas partie de l'école Utagawa et ne porte jamais ce nom.

## Biographie
Maître de l'estampe, disciple et successeur de Hiroshige Andō, il reprend l'atelier de son maître en 1865. Il fait, en effet, partie de la dernière génération de l'ukiyo-e avec Hōen, Kuniteru, Sahahide et Kunisada II dont les œuvres sont choisies par le gouvernement shogunal pour figurer à l'Exposition universelle de 1867 de Paris. Ces œuvres (estampes japonaises), sont vendues sur place après l'exposition et contribuent ainsi à la première vague de japonisme en Europe déclenchée à cette occasion. Or l'esthétique de ,'ukiyo-e tombe déjà dans le maniérisme et les grands maîtres du XVIIIe siècle semblent bien loin de ces œuvres relativement mineures.
Comme ses contemporains, Hiroshige III se plaît à évoquer les nouveautés de son temps avec des couleurs à l'aniline aux tons violents. Il s'intéresse beaucoup aux chemins de fer (l'une des premières lignes construite au Japon relie Tokyo à Yokohama), aux étrangers installés, à partir de 1868 à Yokohama, et il aime les dépeindre en train de se divertir, notamment au restaurant.

## La peinture japonaise à Paris
Un document précieux conservé à la Bibliothèque nationale de Tokyo, récemment communiqué aux savants, est significatif. Ce sont les archives officielles relatives à cent estampes commandées par le gouvernement shogunal pour figurer à l'Exposition universelle de 1867 de Paris. Cinquante de ces estampes, réunies en deux albums, représentent des figures féminines de différents métiers destinées à faire connaître les mœurs japonaises, tandis que l'autre moitié est composée de paysages, surtout des vues d'Edo. Les artistes qui se partagent cette commande officielle, choisis parmi les meilleurs de l'époque, appartiennent tous, à la dernière génération de l'ukiyo-e (Hōen, Kuniteru, Sahahide, Hiroshige III, Kunisada II, etc.).
Ces estampes, vendues sur place après l'exposition, doivent contribuer pour une bonne part à la première vague de « japonisme » déclenchée à cette occasion. Comment les artistes parisiens qui ont cette première « révélation japonaise » peuvent-ils tirer une leçon importante et féconde d'œuvres qui nous paraissent banales et décadentes ? Comment peuvent-ils saisir toute l'esthétique de l'ukiyo-e à travers ce maniérisme ? Comment peuvent-ils deviner, enfin, la présence des grands maîtres du XVIIIe siècle en regardant ces peintres mineurs ? En fait, il faut attendre l'Exposition de 1889 pour qu'ils découvrent la grâce d'Utamaro et beaucoup plus longtemps encore pour qu'ils aient connaissance de la beauté féérique de Harunobu, ou du dynamisme des « primitifs ». Une fois de plus, c'est à travers le maniérisme que l'art d'un pays se fait connaître à l'étranger.

## Galerie

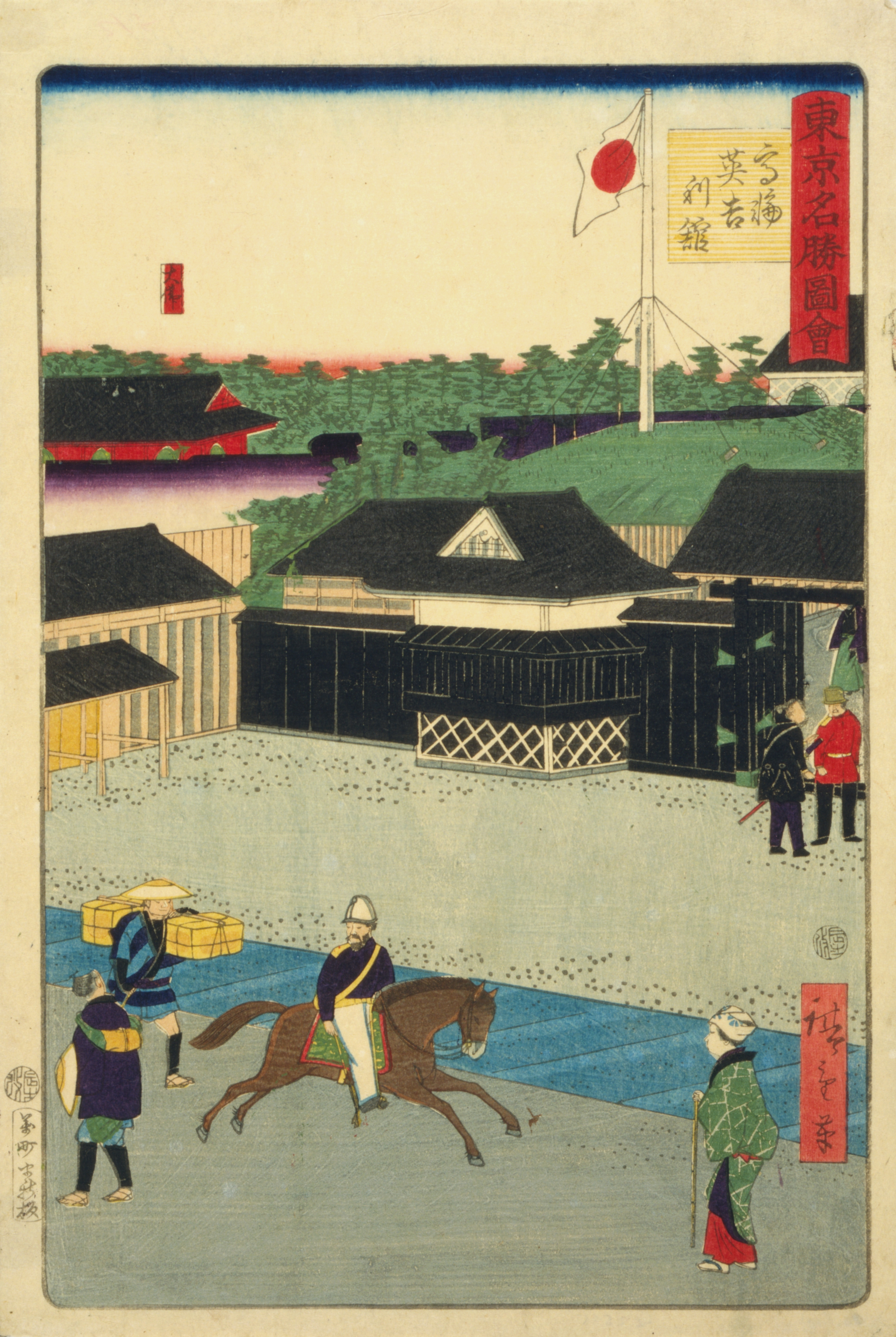
Maison britannique à Takanawa (1868).
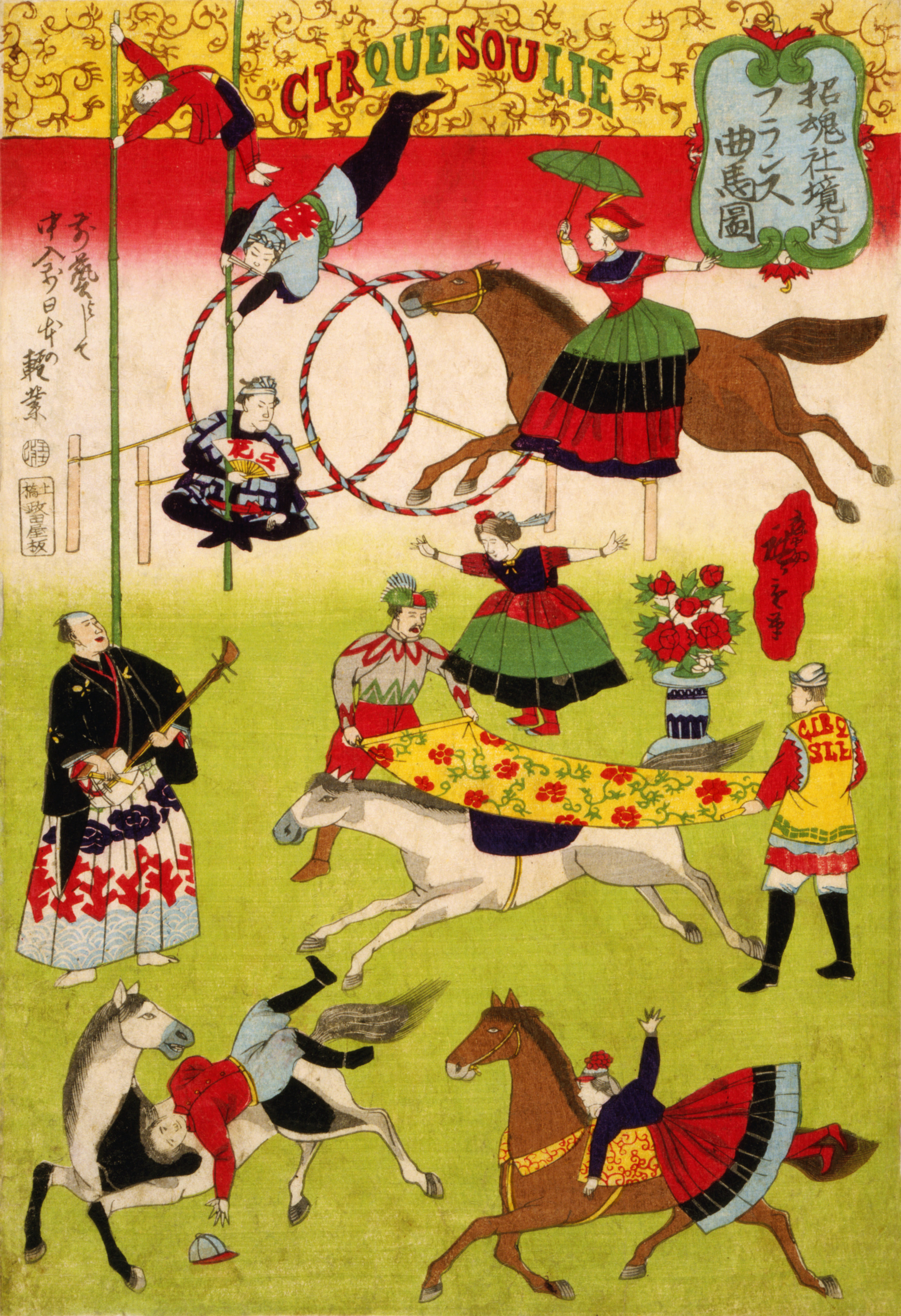
Grand cirque français sur l'emplacement du sanctuaire de Shokonsha (1871).
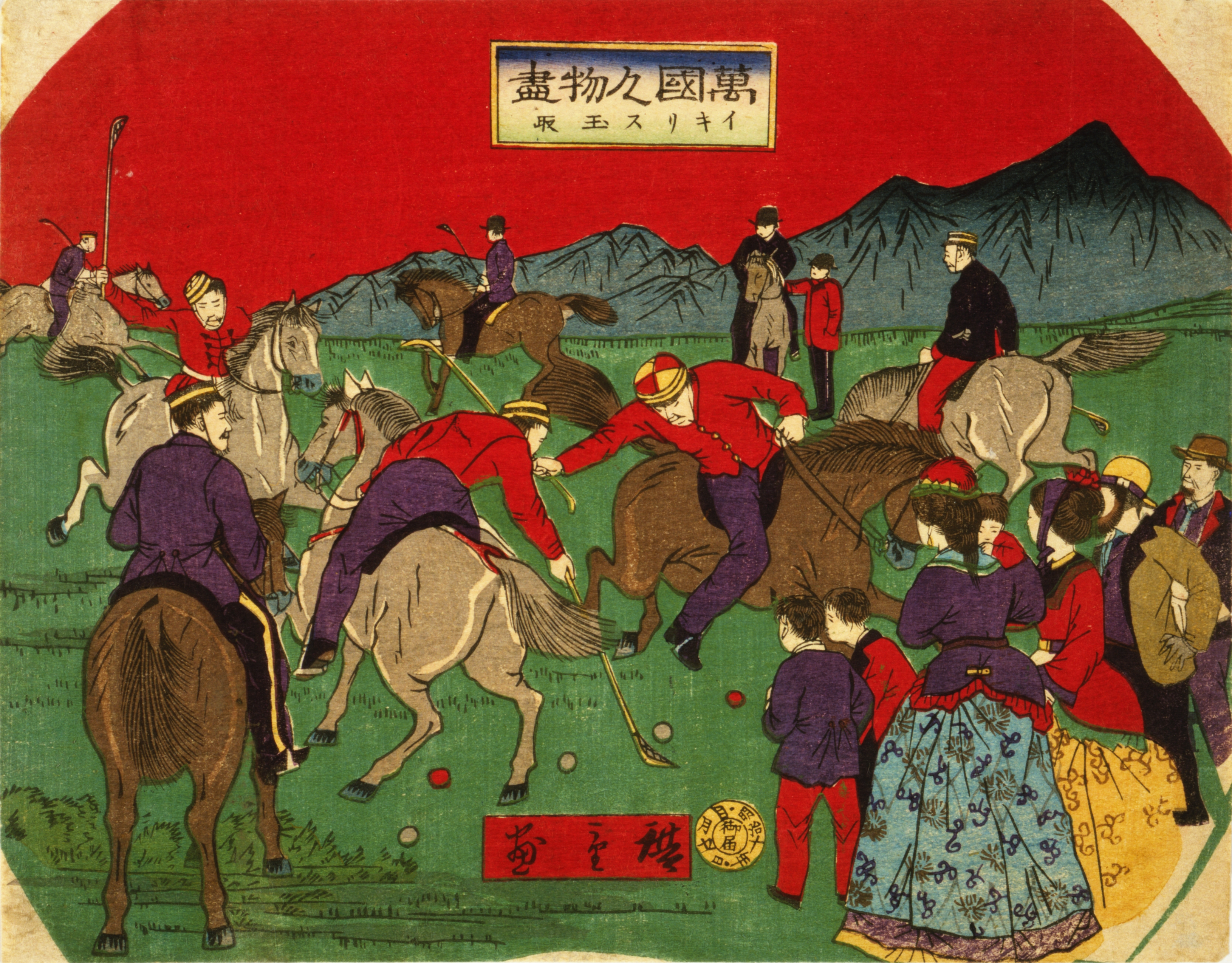
Partie de polo anglaise (1877).
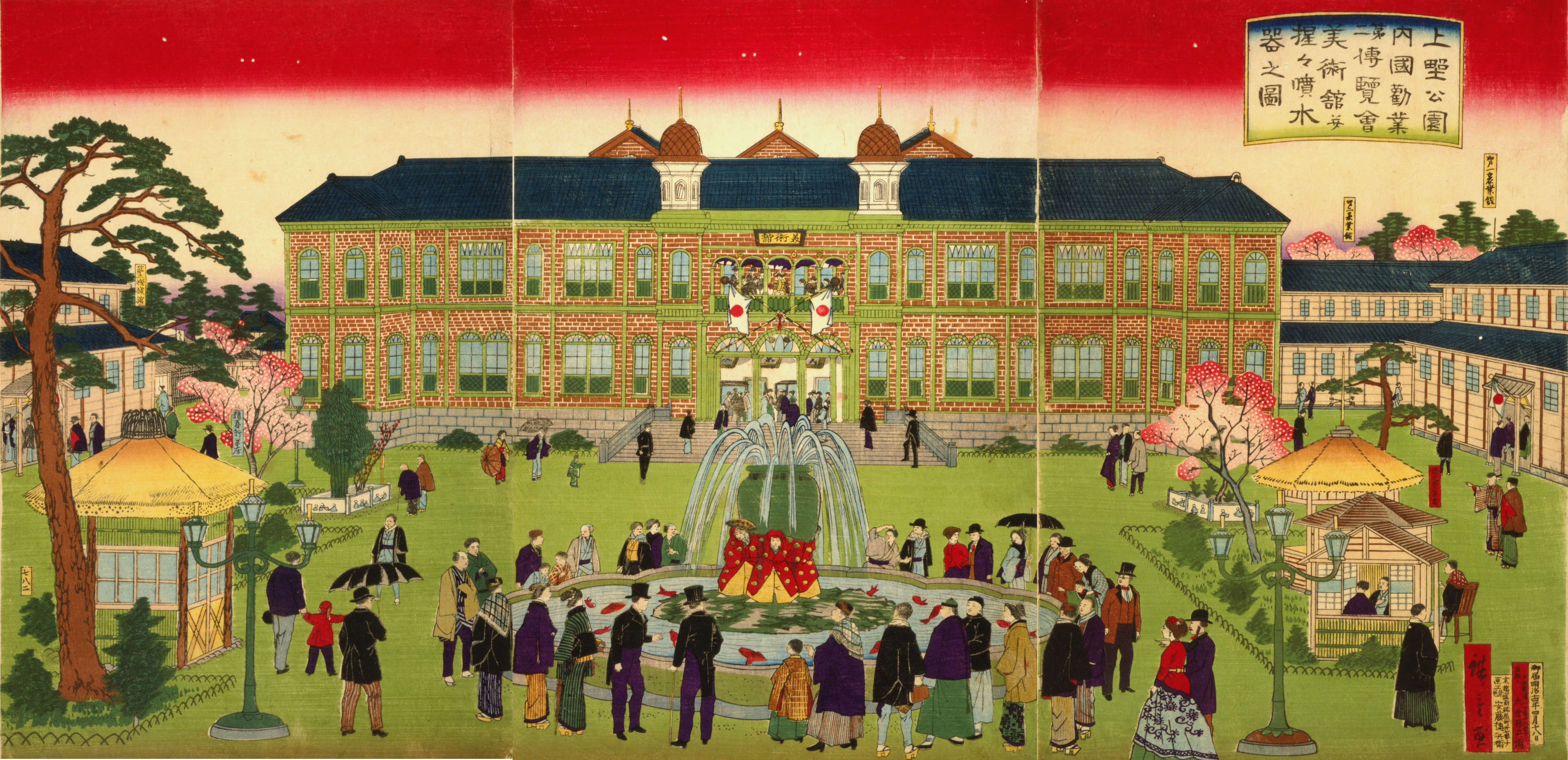
Seconde exposition industrielle nationale au parc Ueno (1881).